# 伊林卡河
伊林卡河（俄语：Река Ильинка）或久春内川（日语：／）是萨哈林州托马里区的河流，源起克列斯江山，长60公里，流域面积351平方公里，注入鞑靼海峡。

## 引用
1. ↑   (PDF).   [2023-10-31]. （原始内容存档 (PDF)于2023-11-03）.
2. ↑  川崎胜. . 日本鑛業會誌 第52巻 第616號.   [2023-10-31]. （原始内容存档于2023-10-31）.
3. ↑  М·Г·瓦西科夫斯基. . 列宁格勒: 气象出版社. 1973 （俄语）.
4. ↑  . 国家水登记处.   [2023-10-31]. （原始内容存档于2023-10-31） （俄语）.